# Човекът от мрамор
„Човекът от мрамор“ (на полски: Człowiek z marmuru) е полски филм от 1977 година, политическа драма на режисьора Анджей Вайда по сценарий на Александър Сцибор-Рилски.
Сюжетът е развит около разследването на млада и амбициозна документалистка, която разкрива подробности за живота на известен през 50-те години стахановец и неговия сблъсък с тоталитарния комунистически режим. Главните роли се изпълняват от Йежи Радзивилович, Кристина Янда, Михал Тарковски, Пиотр Чеслак, Тадеуш Ломницки.
„Човекът от мрамор“ печели наградата на ФИПРЕСИ на Кинофестивала в Кан. Продължение на филма е „Човекът от желязо“ (1981).